# Cucina del Devon

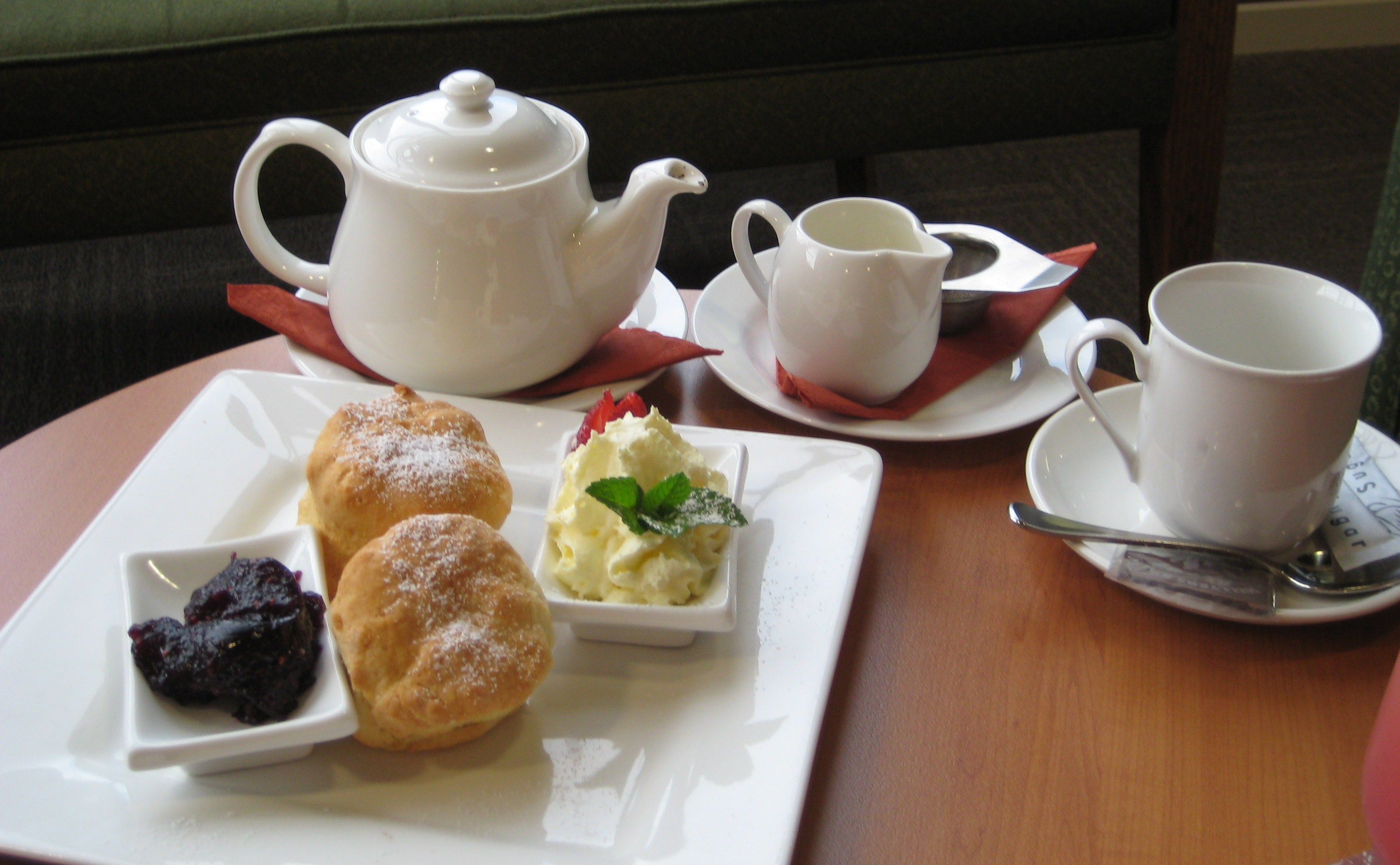
Crema di tè del Devon

La cucina del Devon è la cucina tipica di Devon, in Inghilterra, che ha influenzato ed è stata influenzata dalla cucina britannica.
Essendo il Devon, una contea per lo più rurale con un clima temperato, con piogge frequenti e un suolo fertile, per secoli è stato un esportatore di prodotti caseari di alta qualità, frutta fresca e verdure, carne e pesce, in particolare dopo il XIX secolo con l'espansione della rete ferroviaria che ha dato la possibilità di portare cibo fresco anche nelle grandi città.

## Pietanze
Il pasty è un piatto popolare del Devon e in Cornovaglia, e il più antico riferimento alla ricetta è del 1510 nella città di Plymouth, al confine tra Devon e Cornovaglia.
A differenza del pasty di Cornovaglia il pasty del Devon non ha la designazione di origine protetta.
Il pudding bianco è un piatto a base di carne di maiale speziata, dove in Devon e in Cornovaglia è conosciuto come pudding di maiale (hog's pudding), Ci sono anche versioni delle Midland occidentali della Scozia e di altre regioni.
Il fish and chips rimane ancora molto diffuso nelle aree costiere e di pesca.
Tipico della contea è la crema di tè del Devonshire, gli scones, la marmellata e le creme raggrumate di cui si pensa abbiano avuto origine proprio dal Devon.

## Bevande
Il sidro, conosciuto come cyder o scrumpy è la bevanda tradizionale del Devon.
Uno dei più famosi produttori di cider del XX secolo fu Whiteways of Whimple del Devon orientale.